# قرار مجلس الأمن التابع للأمم المتحدة رقم 673
قرار مجلس الأمن الدولي رقم 673 لعام 1990 بتاريخ 24 أكتوبر يشجب رفض الحكومة الإسرائيلية أن تستقبل بعثة الأمين العام ويحثها على أن تمتثل للقرار قرار مجلس الأمن الدولي رقم 672 لسنة 1990.